# Телескоп на Ричи-Кретиен
Ричи-Кретиен, или RCT е система за телескоп, версия на системата Касегрен с хиперболични първично и вторично огледало. Тя е създадена в началото на 20 век от американския астроном Джордж Ричи (1864 – 1945) и френският астроном Анри Кретиен (1879 – 1956).
Ричи построява първият успешен RCT, с диаметър на огледалото 0,5 метра през 1927 година. Вторият RCT е еднометров телескоп, построен от Ричи за Американската военноморска обсерватория
Дизайнът на Ричи-Кретиен се характеризира с липсата на кома и сферична аберация, но за сметка на това страда от астигматизъм и сравнително голямо изкривяване на полето. Когато са фокусирани между сагеталната и тангална фокални равнини звездите изглеждат като окръжности, което прави RCT добър за широкоъгълни наблюдения и астрофотография. Подобно на другите Касегрен конфигурации, RCT има много компактен дизайн за фокусното си разстояние. RCT предлага добро визуално качество на обектите, намиращи се в периферията на зрителното поле, но е много скъп за масово производство и поради това се среща най-често при мощните професионални телескопи.
Кривината на двете огледала в системата Ричи-Кретиен се описват със следните зависимости:
{\displaystyle C_{1}={\frac {(B-F)}{2DF}}}
{\displaystyle C_{2}={\frac {(B+D-F)}{2DB}}}
където:
- C1 и C2 са деформационните коефициенти на Шварцшилд респективно за първичното и вторичното огледало,
- F е ефективното фокусно разстояние на цялата система,
- B е вторичното фокусно разстояние, или разстоянието от вторичното огледало до фокуса и
- D е разстоянието между двете огледала.

Подходящия избор на B, D, и F позволява всякаква механична RCT конфигурация.

## Непълен списък с най-големите Ричи-Кретиен телескопи
- Двата 10-метрови компонента на обсерваторията Кек в Хавай
- Четирите 8,2-метрови компонента на европейския Very Large Telescope в Чили
- 4-метровият телескоп Майал в националната обсерватория Kitt Peak
- 3,5-метровият WIYN телескоп в националната обсерватория Kitt Peak в Аризона.
- 2,4-метровият Космически телескоп Хъбъл в околоземна орбита.
- 2-метровият телескоп в НАО-Рожен в Родопите.